# Ministerul Dezvoltării, Lucrărilor Publice și Locuințelor (România)
Ministerul Dezvoltării, Lucrărilor Publice și Locuințelor (MDLPL) a fost un minister din România, creat prin comasarea unor departamente ale Ministerului Integrării Europene (28 decembrie 2000 - 4 aprilie 2007) și Ministerului Transporturilor, Construcțiilor și Turismului.
Ministerul a funcționat în perioada 4 aprilie 2007- 22 decembrie 2008, desfășurându-și activitatea în domeniile: planificare și dezvoltare teritorială națională și regională, cooperare transfrontalieră, transnațională și interregională, urbanism și amenajarea teritoriului, gestiune și dezvoltare edilitară-imobiliară inclusiv construcții de locuințe, lucrări publice, construcții și locuire.
Ministerul Dezvoltării, Lucrărilor Publice și Locuințelor era organizat și funcționa ca organ de specialitate al administrației publice centrale, cu personalitate juridică, în subordinea Guvernului.
Între 4 aprilie 2007- 22 decembrie 2008, ministrul dezvoltării, lucrărilor publice și locuințelor a fost domnul László Borbély.

## Miniștri în perioada precedentă
Ministrul dezvoltării și prognozei
- 28 decembrie 2000 — 4 aprilie 2007 - Gheorghe Romeo Leonard Cazan, cu ocazia formării Guvernului Năstase[1]

## Miniștri în perioada ulterioară
Ministrul dezvoltării regionale și locuinței
- 22 decembrie 2008 — 23 decembrie 2009 - Vasile Blaga, cu ocazia formării Guvernului Boc (1)[2]

## Organizare
Unități în subordinea MDLPL:
- Centrul Național pentru Reducerea Riscului Seismic
- Centrul de Documentare pentru Construcții, Arhitectură, Urbanism și Amenajarea Teritoriului CDCAS

Unități în coordonarea MDLPL:
- Institutul Național de Cercetare-Dezvoltare în Construcții și Economia Construcțiilor INCERC București
- Institutul Național de Cercetare Dezvoltare pentru Urbanism și Amenajarea Teritoriului - URBANPROIECT București

Unități sub autoritatea MDLPL:
- Agenția Națională pentru Locuințe (ANL)
- Compania Națională de Investiții (CNI)

Agenții de dezvoltare regională:
- ADR Nord-Est
- ADR Sud-Est
- ADR Sud Muntenia
- ADR Sud-Vest - Oltenia
- ADR Vest
- ADR Nord-Vest
- ADR Centru
- ADR Bucuresti - Ilfov

Birouri de cooperare transfrontalieră:
- Biroul Regional pentru Cooperare Transfrontalieră de la Oradea - pentru granita România-Ungaria
- Biroul Regional pentru Cooperare Transfrontalieră de la Călărași - pentru granita România-Bulgaria
- Biroul Regional pentru Cooperare Transfrontalieră de la Suceava - pentru granița România-Ucraina
- Biroul Regional pentru Cooperare Transfrontalieră de la Timișoara - pentru granița România-Serbia și Muntenegru
- Biroul Regional pentru Cooperare Transfrontalieră de la Iași-pentru granita România-Moldova